# IORE
IORE або Iore — позначення норвезько-шведських дванадцятивісних вантажних електровозів змінного струму. Виготовлялися заводами Adtranz і Bombardier з 2000 по 2011 рр. Експлуатуються на залізничній лінії Мальмбанан, де водять вантажні поїзди з залізною рудою.

## Історія
Всього було побудовано 13 двосекційних електровозів (26 секцій), кожна секція отримала свій окремий номер. 

## Цікаві факти
При потужності 10800 кВт (5400 кВт в секції) і силі тяги 1200 кН, електровози IORE є найпотужнішими у світі серійними локомотивами (на 2011 рік). До них найпотужнішими електровозами були радянські електровози ВЛ85 з годинною потужністю 10000 кВт. Також існує потужніший, ніж IORE, електровоз — радянський ВЛ86ф, який, як і IORE, був обладнаний  асинхронними ТЕД. Проте постійно не експлуатувався.